# Unterseeboot 841
L'Unterseeboot 841 (ou U-841) est un sous-marin allemand utilisé par la Kriegsmarine pendant la Seconde Guerre mondiale.

## Historique
Après son temps d'entraînement initial à Stettin en Pologne au sein de la 4. Unterseebootsflottille jusqu'au 30 juin 1943, l'U-841 est affecté à une unité de combat à la base sous-marine de Lorient : la 2. Unterseebootsflottille.
Au cours de sa première patrouille de guerre, l'U-841 est coulé le 17 octobre 1943 dans l'Atlantique Nord à l'Est du Cap Farvel au Groenland à la position géographique de 59° 57′ N, 31° 06′ Opar des charges de profondeur lancées de la frégate britannique HMS Byard.

L'attaque provoque la mort de 27 des 54 membres d'équipage.

## Affectations successives
- 4. Unterseebootsflottille du 6 février 1943 au 30 juin 1943
- 2. Unterseebootsflottille du 1er juillet 1943 au 17 octobre 1943

## Commandement
- Kapitänleutnant Werner Bender du 6 février 1943 au 17 octobre 1943

## Navires coulés
L'U-841 n'a coulé, ni endommagé de navire au cours de son unique patrouille.

## Sources
- (en) U-841 sur Uboat.net<